# Женев'єв де Голль-Антоньйоз
Женев'єв де Голль-Антоньйо́з (фр. Geneviève de Gaulle-Anthonioz; 25 жовтня 1920 (104 роки), Сен-Жан-де-Валерискль, департамент Гар — 14 лютого 2002, Париж) — учасниця французького руху Опору під час Другої світової війни. У післявоєнні роки боролася за права людини і проти бідності, з 1964 по 1998 рік — президент міжнародного руху АТД Четвертий Світ. Перша жінка, нагороджена Великим хрестом ордену Почесного легіону.
У травні 2015 року часточка землі з її могили перепохована у парижському Пантеоні.

## До війни
Женев'єв де Голль була дочкою Ксав'є — старшого брата Шарля де Голля. Її батько був гірничим інженером у Саарі. Ще у ранньому дитинстві, у віці чотирьох років, вона втратила матір. Після того, як Саар за результатами плебісциту у 1935 році був повернутий Німеччині, Женев'єв разом зі сім'єю перебралася у Ренн, де отримала середню освіту. Оскільки вона майже 15 років прожила у Саарі, то досконало володіла, окрім французької, німецькою мовою.

## Рух Опору
До початку Другої світової війни і окупації Франції Німеччиною Женев'єв була студенткою історичного факультету у Рене. 18 червня 1940 року вона дізналася, що її дядько Шарль де Голль виголосив промову у Лондоні, у котрій закликав французів битися за визволення своєї країни. З цього часу вона почала брати участь в акціях Опору: зривала зі стін нацистські листівки, а один з прапорів з мосту через Вілен забрала додому у якості трофею.
У 1941 році Женев'єв поступила до Сорбонни і переїхала до Парижу, де жила у своєї тітки Мадлен, котра була активною учасницею руху Опору у складі так званої «мережі Музею людини» (хоча остання через коспірацію не знала, що працює на цю організацію). У квітні 1943 року Женев'єв стала учасницею руху «Захист Франції» і займалася випуском і розповсюдженням однойменної підпільної газети France Soir.
20 липня 1943 року Женев'єв де Голль арештувало гестапо. Вона опинилася в паризькій в'язниці Френ, а пізніше в ув'язнені у Комп'єні. 2 лютого 1944 року її перевели у концентраційний табір Равенсбрюк. З листопада 1944 року за наказом Генріха Гіммлера, який вважав можливим використати стан Женев'єв у якості одного з козирів на можливих переговорах з її дядьком, вона була поміщена в одиночну камеру у підземний бункер, де провела чотири місяці. Після визволення концтабору частинами Червоної армії у лютому 1945 року поїхала до Базеля, де зустрілася із батьком.

## Після війни

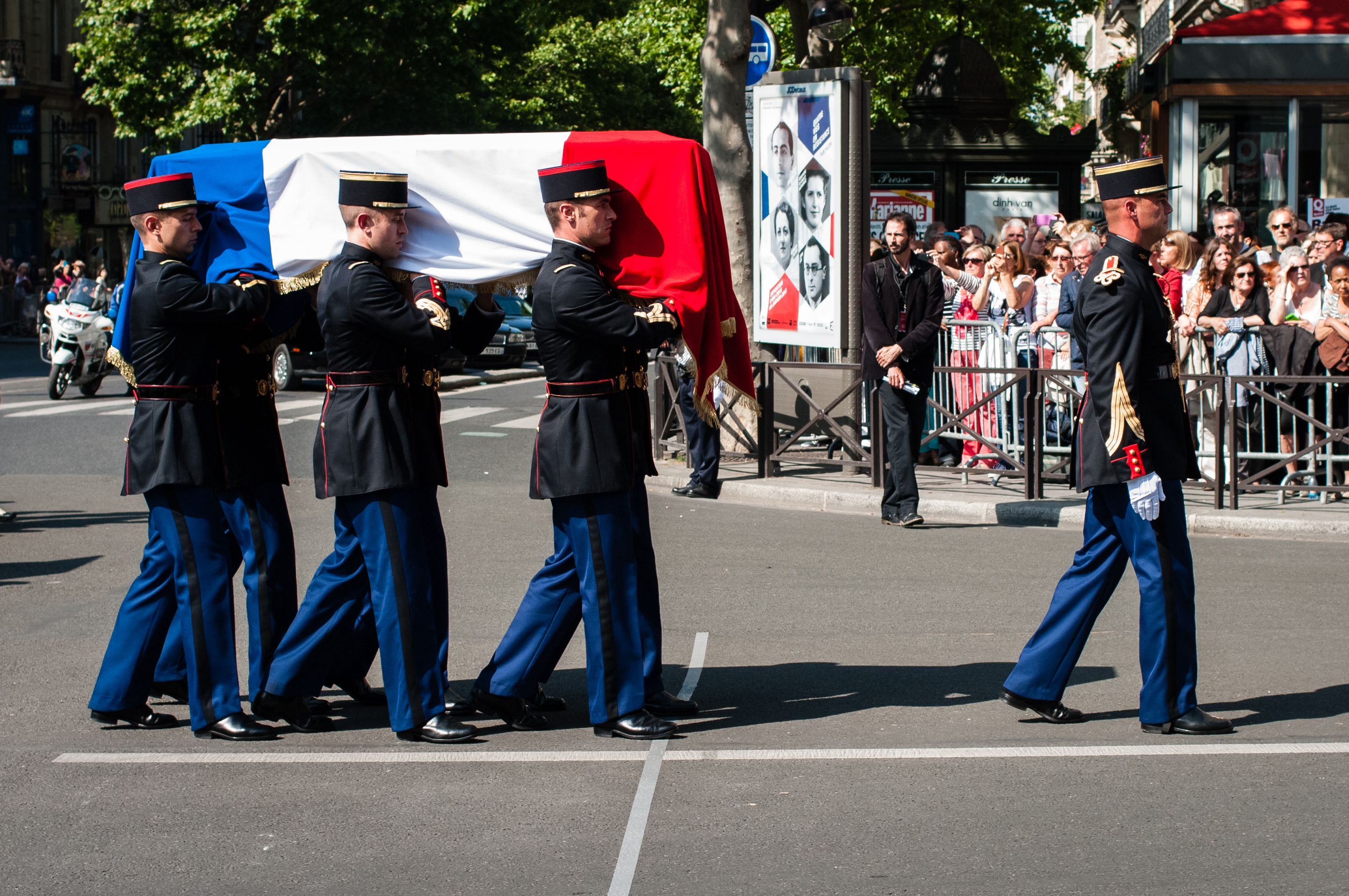
Церемонія перезахоронення у паризький Пантеон. 27 травня 2015

У 1946 році Женев'єв де Голль вийшла заміж за видавця і колишнього учасника Руху Опору Бернара Антоньйоза (1921—1994). Разом з іншими депортованими вона брала участь у створенні Асоціації депортованих та інтегрованих учасників Опору (ADIR), президентом котрої стала. У 1947 році взяла участь у діяльності партії Об'єднання французького народу, створеної її дядьком Шарлем де Голлем. У 1987 році брала участь як свідок обвинувачення в судовому процесі проти «ліонського ката» Клауса Барбі.
У 1958 році Женев'єв де Голль-Антоньйоз працювала в Міністерстві культури, під керівництвом Андре Мальро. У цій якості вона познайомилася зі священником отцем Жозефом Вресінськи, який боровся за права бездомних і бідних. Женев'єв залишила роботу в міністерстві й увійшла до складу засновників благодійного товариства «Допомога в потребі» (АТД), яку очолювала впродовж багатьох років — з 1964 по 1998 роки. Завдяки її багаторічної діяльності в 1998 році у Франції був прийнятий спеціальний закон про боротьбу з бідністю.

## Нагороди
Женев'єв де Голль Антоньйоз була нагороджена Військовим хрестом, медаллю Опору. У 1998 році вона стала першою жінкою, нагородженою Великим хрестом Ордену Почесного легіону.
27 травня 2015 прах Женев'єв де Голль-Антоньйоз повинен був перепохований в паризькому Пантеоні, але через заперечення родичів туди була перенесена лише частинка землі з її могили.